# Platycheirus reynoldsi
Platycheirus reynoldsi är en tvåvingeart som först beskrevs av Shannon och Aubertin 1933.  Platycheirus reynoldsi ingår i släktet fotblomflugor, och familjen blomflugor. Inga underarter finns listade i Catalogue of Life.